# Dodgeville
Dodgeville is een plaats (city) in de Amerikaanse staat Wisconsin, en valt bestuurlijk gezien onder Iowa County.

## Demografie
Bij de volkstelling in 2000 werd het aantal inwoners vastgesteld op 4220. In 2006 is het aantal inwoners door het United States Census Bureau geschat op 4536, een stijging van 316 (7,5%).

## Geografie
Volgens het United States Census Bureau beslaat de plaats een oppervlakte van 9,3 km², geheel bestaande uit land. Dodgeville ligt op ongeveer 369 m boven zeeniveau.

## Plaatsen in de nabije omgeving
De onderstaande figuur toont nabijgelegen plaatsen in een straal van 20 km rond Dodgeville.

## Geboren
- Archie Hahn (14 september 1880), atleet